# Windbalea
Windbalea es un género de saltamontes longicornios de la subfamilia Zaprochilinae. Se distribuye en Australia.

## Especies
Las siguientes especies pertenecen al género Windbalea:
- Windbalea viride Rentz, 1993
- Windbalea warrooa Rentz, 1993